# Scopula ligataria
Scopula ligataria là một loài bướm đêm trong họ Geometridae.